# Arella Guirantes
Arella Guirantes (Long Island, 15 ottobre 1997) è una cestista portoricana, professionista nella WNBA.

## Carriera
Con Porto Rico ha disputato i Campionati mondiali del 2022.
È stata selezionata dalle Los Angeles Sparks al secondo giro del Draft WNBA 2021 (22ª scelta assoluta).